# Петрівське (Покровський район)
Петрі́вське — село Криворізької сільської громади Покровського району Донецької області, Україна.

## Назва
Хутір носив назву Кам'янське з дублюючою назвою Іванівський в честь власника маєтку економії меноніта Іоганна Іогановича Вінса, якого місцеві селяни називали Іван Іванович.
19 вересня 1958 року рішенням Сталінського (Донецького) облвиконкому хутір Петрівський був перейменований в село Петрівське Шилівської сільської ради Добропільського (Покровського) району Донецької області.

## Історія
На мапі Катеринославської губернії 1869 року зазначено, що на місці нинішнього села був безіменний хутір.
В книзі " Mennonite estates in imperial Russia" Гельмунт Хюберт  стверджує, що хутора менонітів приписувалися поблизу хутора Юр'ївки Криворізької волості Бахмутського повіту Катеринлославської губернії. Хутір спочатку мав назву Кам'янське, який знаходився в 1,5 верстах від села Юр'ївки. В 1908 році володарем маєтку економії на хуторі був Іоган Іоганович Вінс. В 1912 році на хуторі проживало 11 чоловік. Землі було у  господаря 550 десятин та 528 квадратних сажень. 
7 (20) листопада 1917 року, відповідно до Третього Універсалу Української Центральної Ради, увійшло до складу Української Народної Республіки.   
В списку населених пунктів Артемівського округу за даними перепису 1926 року за Юр'ївською сільською радою значився хутір Петрівський (друга назва Іванівський). Назва хутора пов'язана з прізвищем Георгія Івановича Петрівського - радянського партійного державного діяча. При певних рекомендаціях райкому компартії України селяни дали нову назву своєму поселенню хутір Петрівського. Г.І.Петрівський - ця нелюдь автор директиви "червоний терор"  і головний організатор голодомору на Донбасі.
Після того, як І.І.Вінс викупив земельні ділянки у пані Надії Вячеславівні Літвінової (Шидлівської), хутір змінив назву з хутора Кам'янське на хутір Іванівський (від імені власника економії Іван).
На правому березі Іванівської балки менонітом І.І.Вінсом був побудований невеликий цегельний завод не фабричного, а кустарного виробництва, де розміщувалися "напільні" цегельні печі та формувальні верстати. Виготовляли керамічну цеглу і стрічкову черепицю без тавра.

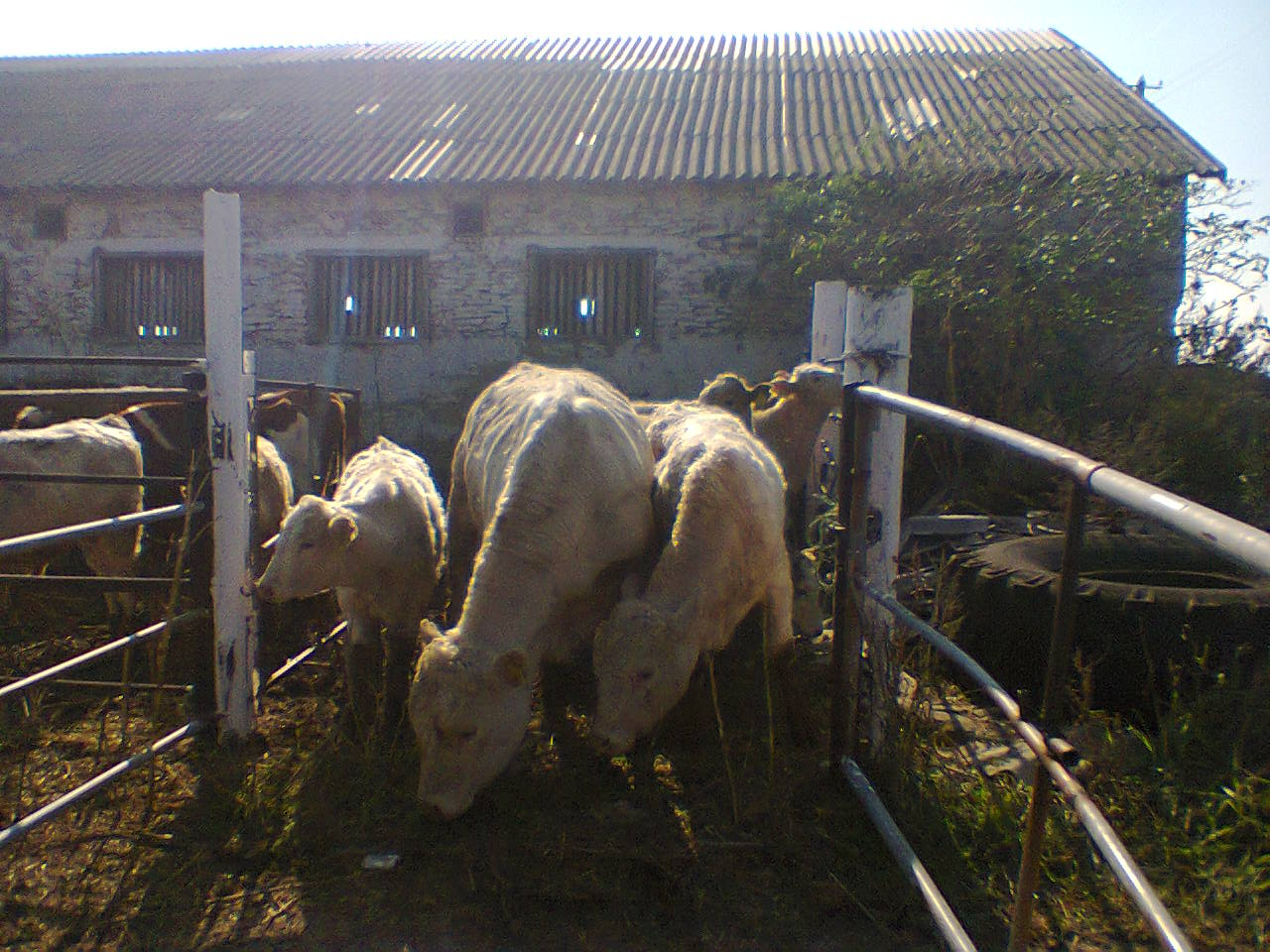

В радянські часи, в період Голодомору 1921-1922 років в Україні, селянам села Сергіївка Гришинського району видавався дозвіл на переселення на хутори. Переселенцями на хутір Іванівський (Петрівський) були селяни з села Сергіївка та села Юр'ївка Гришинського району. Поселялися селяни різних національностей: українці, поляки, москвини, білоруси. Спочатку будували землянки, а на другий рік будували будинки з саману, дахи крили очеретом та рогозою. До початку другої світової війни в хуторі було 28 садиб з населенням 100 чоловік.
09 вересня 1943 року радянські війська визволили хутір Петрівський. 13 вересня цього року над хутором стався повітряний бій - два радянські  винищувачі прийняли бій з шістьма німецькими мессершмідтами. В цьому бою загинув пілот Астахов Василь Петрович, його літак розбився на заході села на пасовищі за річкою Бик. Велику роботу по розкопці загиблого літака провели мешканці хутора Кам'янка М.П.Гринько і М.В.Третяк.
Хутір Петрівський відбудовувався двічі: до початку другої світової війни та після. Після війни уцілів практично тільки один будинок, в якому пізніше мешкала родина білоруса Івана Денисовича Ковальова.  
Біля місця, де була садиба меноніта І.І. Вінса,  у 1954 році проводилося будівництво сараїв для великої рогатої худоби. Цього року побудували приміщення для утримання дійних корів, у 1955 році - пташник та приміщення для утримання молодняка великої рогатої худоби, у 1956 році - приміщення для утримання дійних корів.
З часом ферму №2 перепрофілювали із молочнотоварної ферми у ферму, де утримували бичків різного віку на відгодівлі. В 70-х роках ХХ сторіччя в селі був побудований будинок мисливця. На сьогодні в бувшому селі залишився тільки цей зруйнований будинок. 
В 1979 році по обидві сторони приміщень ферми побудували вигульні майданчики з годівницями для худоби. В 1995 році на фермі №2 утримували тільки телиць різних вікових груп.
В 2009 році біля села на пагорбі "Гок" працівниками ЗСАТ імені Т.Г. Шевченка установлений великий хрест, щоб він оберігав землі господарства від різних негараздів.
З 2012 року на фермі поставили корів м'ясного напрямку продуктивності поліської м'ясної худоби. Підприємство ЗСАТ імені Т.Г.Шевченка мало статус племрепродуктора поліської м'ясної худоби.
Розпорядженням Донецького облвиконкому від 02 березня 1979 року за №303, село Петрівське визнали безперспективним, а його мешканці підлягали переселенню в інші села. При цьому суворо заборонялося проводити всіляке будівництво. На мапі 1997 року село Петрівське займало площу 15.8 га.
Останній житель села Віталій Леонідович Васильєв покинув будинок своїх предків восени 2014 року. В листопаді 2015 року на сесії Шилівської сільської ради було прийняте рішення про виключення села Петрівське з облікових даних та передати клопотання до Добропільскої районної ради народних депутатів про затвердження цього рішення.

## Відомі люди
- Іоган Іоганович Вінс - меноніт, власник хутора Кам'янське (Іванівський).
- Анастасія Іванівна Юпатова (Васильєва) - довгожителька села (98 років).

## Пам'ятники
Біля хутора Петрівський на мапі 1939 року позначено кілька курганів. На лівому березі річки Бик там, де тепер установлена  Козацька вежа, і на правому березі біля лісу. На сьогодні зберігся тільки один курган, що біля лісу. Інший курган був  зруйнований при  будівництві  автомобільної  дороги  між  селами  Юр’ївка  та Кам’янка. Хоча залишки кургана частково видно.
Біля автомобільної дороги між селами Юр'ївка і Кам'янка установлена кам'яна половецька статуя середини другої половини ХІІ сторіччя. За розповідями колишнього мешканця хутора Петрівський  Івана Миколайовича Ємця на території поблизу хутора  було десь п'ятнадцять кам'яних баб різного розміру.
Чорними археологами в окрузі села Петрівське знайдено велика кількість мідних і срібних монет ханів Золотої Орди Абдаллаха і Джанібека (ХІY сторіччя). Також в цих місцях знайдено велику кількість розтрощених кусочків якогось татарського посуду з їхнім орнаментом. Можливо, що в цьому місці були стоянки війська монголо-татар, які йшли Муравською сакмою до Київських володінь.
24 листопада 2017 року підписано розпорядження Донецької обласної військово-цивільної адміністрації №1557/5-17 про оголошення заказника місцевого значення "Заплава річки Бик" загальною площею 288 га. В межах цього заказника є джерело "Бьющий источник №04 в имении Винца, близ села Юрьевки.... Дебит 1200-1800 ведер в сутки".
- ПАТ імені Т.Г.Шевченка.

## Жертви сталінських репресій
- Мисик Григорій Костянтинович, 1898 року народження, село Сергіївка Постишевського району Донецької області, українець, освіта початкова, безпартійний. Проживав у хуторі Петрівський Добропільського району Донецької області. Колгоспник колгоспу «Кам’янка». Заарештований 20 грудня 1937 року. Засуджений трійкою УНКВС по Донецькій області до розстрілу з конфіскацією майна. Даних про виконання вироку немає. Реабілітований у 1989 році.
- Сердюк Іван Семенович, 1893 року народження, село Гродівка Гришинського району Донецької області, українець, освіта початкова, безпартійний, хлібороб. Проживав у хуторі Іванівський Гришинського району Донецької області. Заарештований 01 січня 1930 року. Особливою нарадою при колегії ДПУ УРСР 03 березня 1930 року засуджений на 3 роки  у Північний край. Реабілітований у 1989 році.[5]
- Солдатенко Семен Сергійович, 1896 року народження, село Олексіївка Красноармійського району Донецької області, українець, освіта початкова, безпартійний. Проживав у хуторі Петрівський Красноармійського району Донецької області. Робітник колгоспу імені Г.І.Петрівського. Заарештований 02 квітня 1938 року. Засуджений Особливою нарадою при НКВС СРСР до розстрілу. Даних про виконання вироку немає. Реабілітований у 1989 році.[6]